# Cashel (comté de Galway)
Pour les articles homonymes, voir Cashel.
Cashel (An Caiseal en irlandais) est un village du comté de Galway, dans la province du Connacht, en république d'Irlande.
Cashel est situé sur la côte ouest de l'île d'Irlande, dans la région du Connemara ; le village se trouve à cinquante kilomètres à l'ouest de Galway et à une quinzaine de kilomètres au sud-est de Clifden.

## Géographie

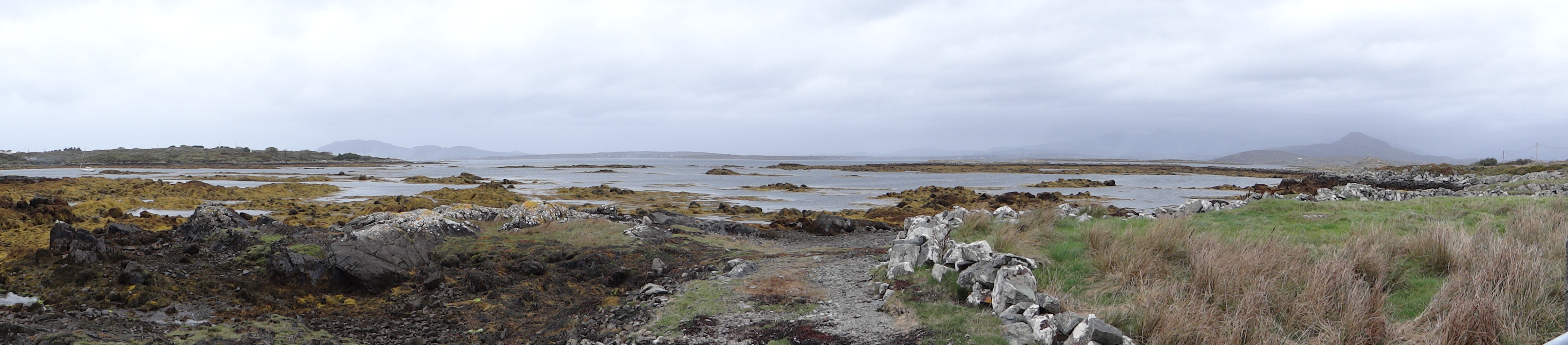
Cashel (comté de Galway) - Vue panoramique

Cashel est situé dans une région où la tourbe est une ressource importante.
Il est situé face à l'océan Atlantique, sur la baie s'appelant Cashel Bay.

### Lieux-dits et écarts
- Cloonisle
- Doonreaghan
- Leanagh
- Rossroe
- Tawnaghabaun
- Tombeola (ou Toombeola)

## Histoire

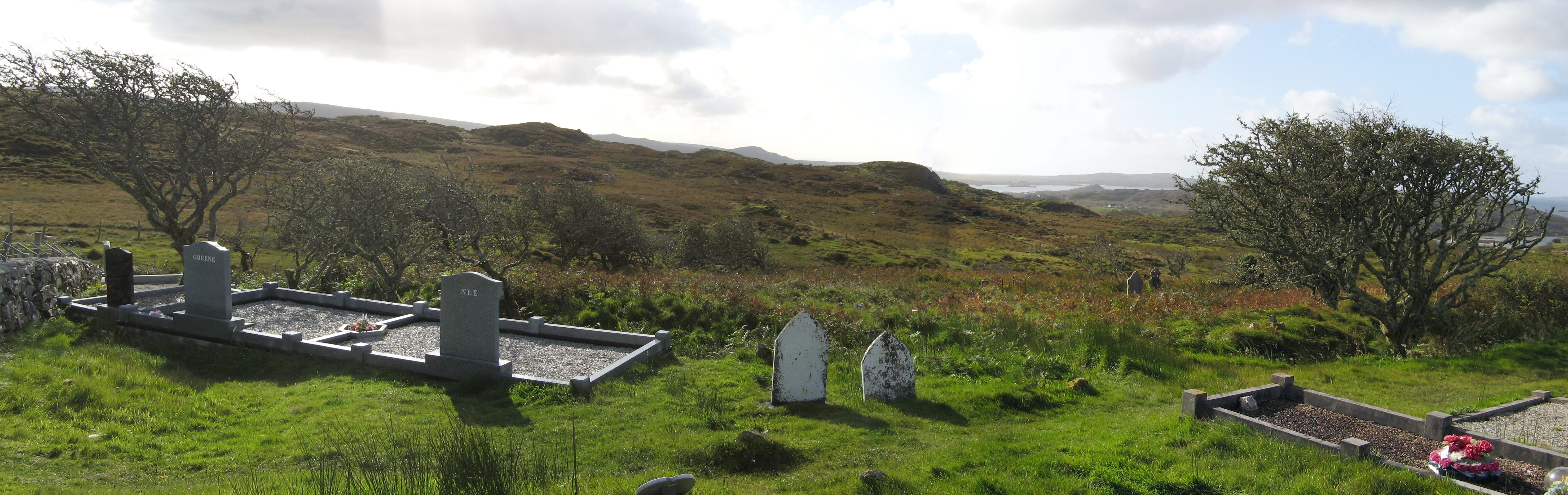
Vestiges du fort circulaire, dans l'enceinte du cimetière

Le nom Cashel (de l'anglais castle « château ») provient d'un fort circulaire dont les vestiges se trouvent sur les pentes de la montagne au-dessus de l'église.
À l'ouest se trouve Toombeola Bridge (le pont de Toombeola), à côté duquel se trouvent les vestiges d'un prieuré dominicain, qui a été fondée en 1427 par l'un des membres du clan O'Flaherty,.
En mai-juin 1969, le général de Gaulle a passé deux semaines dans le Cashel House, hôtel  située dans ce petit village, après sa démission annoncée au petit matin du 28 avril 1969 et effective à compter de midi de cette journée.

### Cashel et Charles de Gaulle
À la suite du référendum du 27 avril 1969 portant sur le transfert de certains pouvoirs aux régions et la fusion du Sénat avec le Conseil économique et social, de Gaulle proposait d'introduire des représentants des organisations professionnelles et syndicales au sein des conseils régionaux. Mettant tout son poids dans le référendum, il annonça à l'avance son intention de démissionner en cas de victoire du « non ». Celui-ci, auquel s'était rallié Valéry Giscard d'Estaing et le parti des Républicains Indépendants, l'emporta par 52,41 % le 27 avril 1969. Onze minutes après minuit, le 28 avril 1969, un communiqué laconique est envoyé par le général de Gaulle de Colombey vers l'Agence FRANCE PRESSE qui le rediffuse immédiatement vers les autres agences de presse: « Je cesse d'exercer mes fonctions de président de la République. Cette décision prend effet aujourd'hui à midi. ». Ce communiqué est le dernier acte public de « l'homme du 18 juin » : pour éviter d'être impliqué dans sa propre succession, il quitte le territoire national et se rend en Irlande où ses racines du côté de sa famille maternelle (clan MAC CARTAN) sont connues. 
Il arrive le vendredi 23 mai 1969 vers 17 H 00 à Cashel où il réside à l'hôtel " Cashel House ". Le lendemain, il reçoit la visite de l'ambassadeur de France à Dublin, Emmanuel d'Harcourt. Le dimanche 25 mai, il assiste à la messe privative, prononcée par le père Higgins, curé de Cashel , qui s'est déplacé à l'hôtel où réside le général. Le 26 mai au matin, le chef de poste diplomatique en Irlande le quitte. Il vote par procuration le 1 er juin 1969, jour du premier tour des élections présidentielles françaises de 1969 . Il quitte Cashel le mardi 3 juin dans la matinée pour se rendre ensuite à Killarney, dans le comté de Kerry . Il quittera l'Irlande le 19 juin 1969 pour regagner la France et, ensuite, il séjourne de façon continue à Colombey les Deux Eglises à La Boisserie qu'il avait acheté en 1934 après son séjour de deux ans au Liban entre 1930 et 1932 . Il y écrit alors ses Mémoires d'espoir qui prendront la suite des Mémoires de guerre ; il y mène une existence retirée voire reclusejusqu'à son décès le 9 novembre 1970, vers 19 H 30, ayant succombé à une crise foudroyante d'anévrisme.

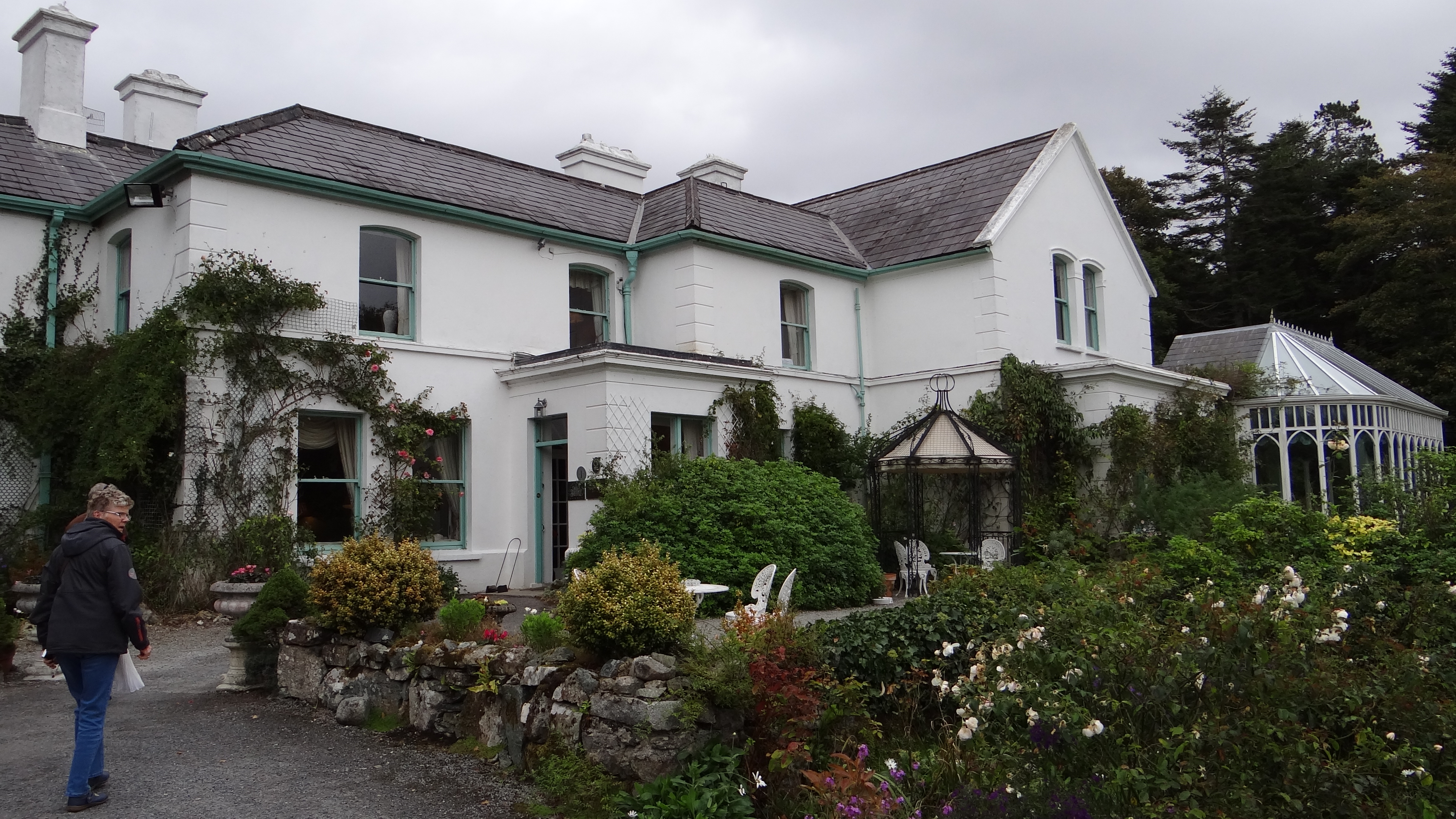
Cashel House - Hôtel où a résidé le général et Mme De gaulle durant deux semaines
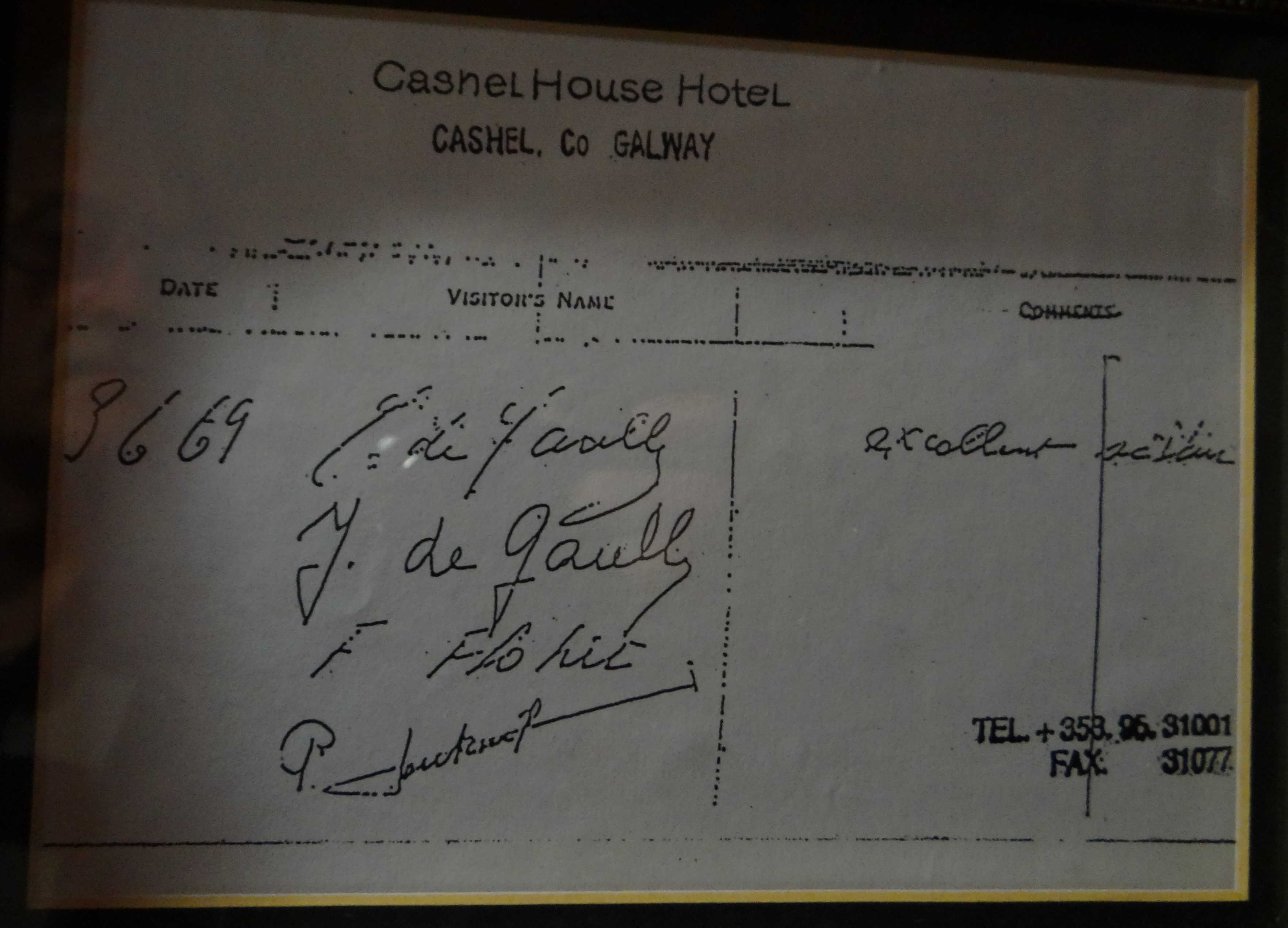
Signature du général le 3 juin 1969
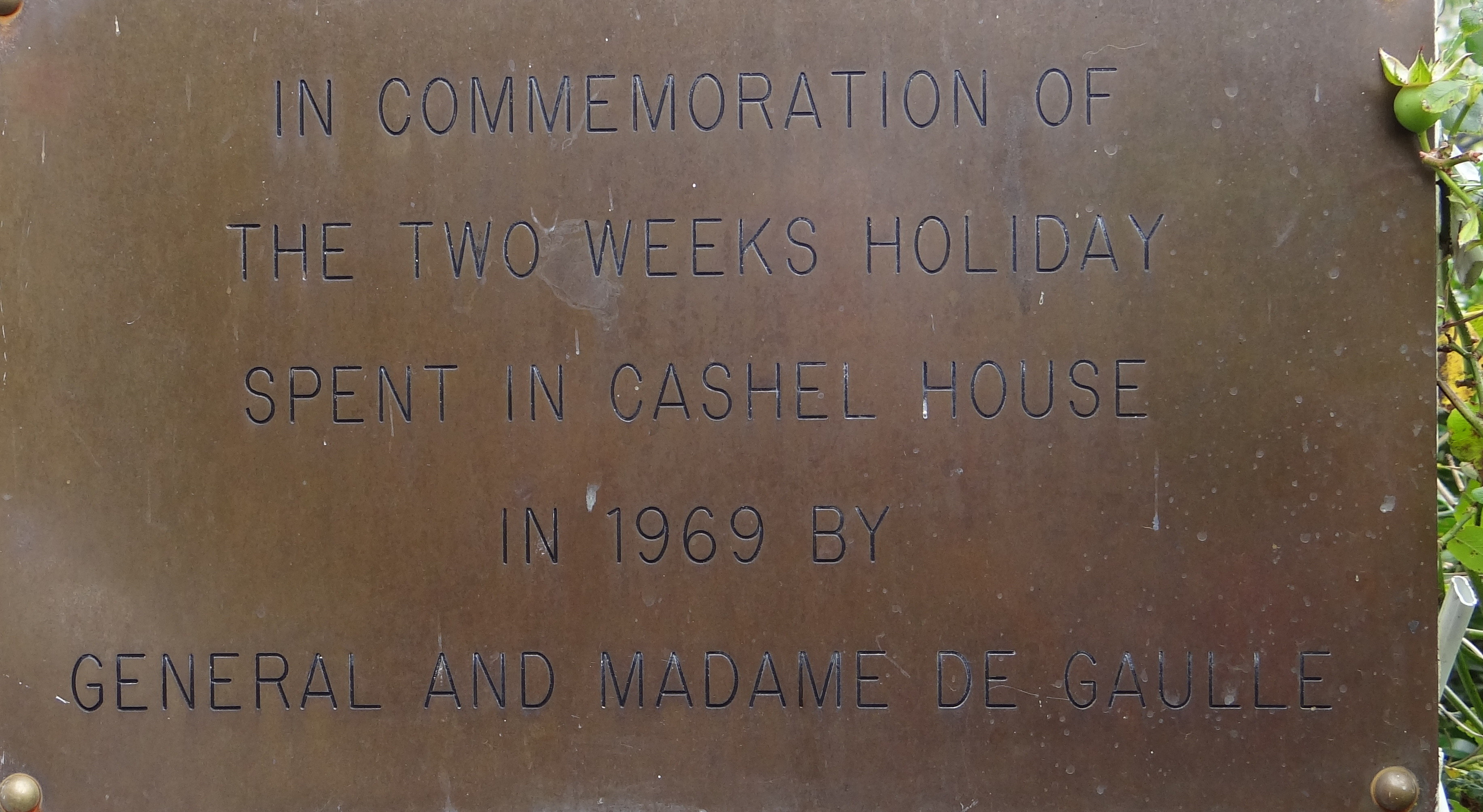
Plaque commémorative de la visite de Charles de Gaulle le 3 juin 1969

## Le village actuel
Cashel est un village plutôt isolé. Néanmoins il comporte une école et une église. Il est desservi par les lignes 61 et 419 des bus Éireann.
Cashel n'est pas située dans la zone où la langue irlandaise est obligatoire (les Gaeltacht), bien que des villages immédiatement voisins en fassent partie.